# Río da Várzea
El río da Várzea es un río brasileño del estado de Río Grande do Sul. Forma parte de la Cuenca del Plata, nace en el municipio de Passo Fundo y con rumbo sur a norte se dirige hacia el río Uruguay donde desemboca, cerca de la ciudad de Iraí, antes de recibir numerosos afluentes.
- Datos: Q2890376
- Multimedia: Rio da Várzea / Q2890376